# Сетон
Сетон (фр. Ceton) је насеље и општина у северној Француској у региону Доња Нормандија, у департману Орн која припада префектури Мортањ о Перш.
По подацима из 2011. године у општини је живело 1904 становника, а густина насељености је износила 32,06 становника/km². Општина се простире на површини од 59,39 km². Налази се на средњој надморској висини од 130 метара (максималној 271 m, а минималној 89 m).

## Демографија
| 1962. | 1968. | 1975. | 1982. | 1990. | 1999. | 2011. |
| ----- | ----- | ----- | ----- | ----- | ----- | ----- |
| 1.563 | 1.720 | 1.682 | 1.809 | 1.786 | 1.919 | 1.904 |

График промене броја становника у току последњих година